# Steele Johnson
Pour les articles homonymes, voir Johnson.
Steele Johnson est un plongeur américain né le 16 juin 1996 à Indianapolis. Il a remporté la médaille d'argent du haut-vol à 10 mètres synchronisé aux Jeux olympiques d'été de 2016 à Rio de Janeiro avec David Boudia.